# Leslie O'Brien
Leslie Kenneth O'Brien (8 février 1908 - 24 novembre 1995) est gouverneur de la Banque d'Angleterre.

## Biographie
Après avoir fréquenté la Wandsworth Grammar School à Londres, il rejoint la Banque d'Angleterre en 1927 et gravit les échelons, devenant caissier en chef en 1955, gouverneur adjoint en 1966, avant de servir comme gouverneur de 1966 à 1973 . En tant que gouverneur, O'Brien préside à la dévaluation de la livre en 1967.
Il est fait Chevalier Grand-Croix de l'Ordre de l'Empire britannique en 1967 et est nommé au Conseil privé en 1970. Après sa retraite en tant que gouverneur en 1973, il est créé pair à vie en tant que baron O'Brien de Lothbury, de la ville de Londres.
Il épouse Isabelle Pickett (1908–1987) en 1932, et se remarie à Marjorie Taylor (née en 1923) en 1989. Il est décédé à Tandridge, Surrey, en 1995.